# チアン語群
チアン語群（チアンごぐん、中国語: 羌语支、英語: Qiangic languages）は羌語群（きょうごぐん）とも言い、シナ・チベット語族の下位群のひとつである。中国四川省西部を南北に縦断する川西民族走廊（せんせいみんぞくそうろう）と呼ばれる地域に分布する（南端のプミ語は雲南省にも分布する）。
西夏語がこの語群のうちギャロン語群に属するという説がある。

## 分類
孫宏開によると、チアン語群に属するとされる言語は以下のように分類される。
- 北部
  - ギャロン
    - ギャロン語（嘉戎語 rGyalrong）
    - ラヴロン語（英語版）（拉塢戎語 Lavrung）
    - ダウ語（英語版）（道孚語 sTau）。アルゴン語とも呼ばれるが蔑称であり不適切[5]。

  - チアン
    - チアン語（英語版）（羌語 Qiang）
    - ムニャ語（英語版）（木雅語 Mu'nya）
    - プミ語（英語版）（普米語 Prumi）

  - 西夏
    - 西夏語 - 消滅
- 南部
  - ジャバ[6]
    - ジャバ語（英語版）[6]（札壩語 nDrapa）

  - グイチョン
    - グイチョン語（英語版）（貴瓊語 Guichong）
    - チョユ語（英語版）（却域語 Choyu）
    - シヒン語（英語版）（史興語 Shihing）

  - アルス
    - ナムイ語（英語版）（納木義語 Namuyi）
    - アルス語（英語版）（爾蘇語）

また、黄布凡は孫宏開がアルス語の方言とするルズ語（呂蘇語）を独立の言語とする。
ギャロン語とチアン語は10万人程度の人口がある。それ以外の諸言語の話者数は数千人から数万人台である。多くは他の土地の者と話すときにはカム・チベット語や中国語を使用する。
これらの言語を話す人々の大部分は自らをチベット族と考えている。チャン族（チアン語）とプミ族（プミ語）は独立した中国の少数民族として公式に認められているが、他はチベット族とされている。
川西民族走廊ではカム・チベット語とアムド・チベット語が話され、また東に中国語、南東に彝語の話者が分布する。

## 文法的特徴
孫宏開は、チアン語群に共有された音韻論・形態論・語彙的な特徴として、以下のものを挙げている 。
音韻論
- 豊富な子音連結
- 子音音素、母音音素の豊富さ
- 口蓋垂音の存在
- 前鼻音化の存在
- 3種の介音i, y, uの存在
- 母音調和の存在 (主に北部語支)
- 音節末子音の欠如（あったとしても僅か）
- 声調の存在

形態論・語彙
- 名詞における単数、双数、複数の区別
- 「子供」「息子」を意味する形態素由来の指小接尾辞
- 数詞類別詞の存在
- 一人称双数、複数の代名詞における除外形と包括形の区別
- 動詞における人称と数の標示 (北部語支)
- 方向接辞の存在
- 交互態の存在
- 4-8個の異なる存在動詞の使い分け
- 豊富な格の標識